# Agustín de Rojas y Cortés Monroy
Agustín de Rojas y Cortés Monroy (La Serena, ?-La Serena, 20 de diciembre de 1686) nació en La Serena en una fecha cercana a 1620, sus padres fueron Rodrigo de Rojas Pliego y Juana Cortés Monroy y Tobar. 

## Cargos
Fue teniente de una Compañía de Caballos Ligeros, Capitán de Infantería Española, Maestre de Campo del Número y Batallón de La Serena, General, Corregidor de La Serena en 1667, varias veces Regidor del Cabildo y 12 veces su Alcalde, Alférez Real por 3 años y Alguacil Mayor de la Santa Hermandad. Testó en La Serena en 1686 dejando por bienes 2 viñas en el valle del Elqui, la chacra de Quilacán y una estancia en el valle de Limarí.

## Familia
Se casó en primeras nupcias con Inés de Riveros y Aguirre con la cual tuvo un hijo llamado Rodrigo de Rojas Riberos. A la muerte de Inés, se casa con Magdalena de Codocero Gutiérrez; con ella tiene tres hijas, Teresa, Agustina y Lorenza. 

## Fallecimiento
Falleció el 20 de diciembre de 1686. Fue sepultado en el altar mayor de la Iglesia de Santo Domingo, al lado del apóstol, en la sepultura de sus padres.